# وليم أندرس
 وليم أليسون أندرس (بالإنجليزية: William Alison Anders)‏ (17 أكتوبر 1933 – 7 يونيو 2024) هو مهندس وطيار في السلاح الجوي الأمريكي، قبل أن تختاره ناسا رائدًا للفضاء. قام مع زملائه فرانك بورمان وجيم لوفل في ديسمبر 1969 أيام عيد الميلاد المجيد برحلة أبولو 8، وهي أول رحلة إلى القمر من دون النزول إلى سطحه. وكانو أول ثلاثة من البشر يغادرون الأرض للذهاب إلى كوكب آخر. ويعتبر وليم أندرس واحد من 24 رائد للفضاء ذهبوا إلى القمر حتى وفاته. هبط منهم 12 على سطح القمر، خلال بعثات أبولو 11 التي قادها نيل آرمسترونغ وأبولو 12 وأبولو 14 وأبولو 15 وأبولو 16 وأبولو 17.

## الوفاة
توفي وليم أندرس في 7 يونيو 2024 عن عمر ناهز التسعين في حادث تحطم طائرة كان يقودها بمفرده.

## اقرأ أيضاً
- نيل أرمسترونج
- بز ألدرن
- ميشائيل كولينز
- يوجين سيرنان
- جون يونغ
- جوردن كوبر

## وصلات خارجية
- وليم أندرس على موقع IMDb (الإنجليزية)
- وليم أندرس على موقع الموسوعة البريطانية (الإنجليزية)
- وليم أندرس على موقع مونزينجر (الألمانية)
- وليم أندرس على موقع ميوزك برينز (الإنجليزية)